# Mauritz Sandberg
Mauritz Sandberg (Munkedal, 15 novembre 1895 – Stenungsund, 4 novembre 1981) è stato un calciatore svedese, di ruolo attaccante.

## Carriera

### Nazionale
Con la sua nazionale prese parte ai Giochi olimpici del 1920.

## Palmarès

### Club

#### Competizioni nazionali
- Campionato svedese: 1

IFK Göteborg: 1918